# Bláznivý život Charlese Bukowského
Bláznivý život Charlese Bukowského (anglicky Charles Bukowski: Locked in the Arms of Crazy Life) je životopisná kniha Howarda Sounese, britského novináře a životopisce o americkém spisovateli Charlesi Bukowském. Kniha vyšla v roce 1998 a její anglický název je převzat z Bukowského básně „Báseň pro čističe bot“ (angl. „One For the Shoeshine Man“ obsažené ve sbírce Láska je pes: Básně 1974-1978).
Česky knihu vydalo nakladatelství Pragma v roce 1999.
V poznámce autor knihy Howard Sounes uvádí, že započal pracovat na rozsáhlém životopise dva roky po smrti Charlese Bukowského a ani jednou se s ním dříve osobně nesetkal. Ve snaze vytvořit ucelené dílo kontaktoval jeho přátele, milenky, bývalé spolupracovníky, kolegy spisovatele, vydavatele a příbuzné, z nichž většina mu byla nápomocna. Taktéž čerpal z hojné a dosud nevydané korespondence.

Životopis obsahuje i řadu dosud nezveřejněných raritních fotografií, které tvoří obrazovou přílohu.
Ve snaze uvést na pravou míru některé mýty o Bukowského životě prošel Sounes mnohé doklady, soudní záznamy, protokoly o přestupcích a trestných činech a jiné materiály. V neposlední řadě prošel četná interview, která se objevila v tisku a TV a samozřejmě spisovatelovu tvorbu.

Na konci knihy je uveden bohatý výčet pramenů, o něž se opírají tvrzení z jednotlivých kapitol. Dílo je doplněno kromě fotografií i kresbami, jejichž tvůrcem je samotný Charles Bukowski.
Životopis je podaný formou poutavého vyprávění a zmiňuje jak všelijaké historky ze života Bukowského, citace z díla tak i názory ostatních lidí na něj a osobní zkušenosti jeho blízkých. Nalezneme zde i vybranou bibliografii Bukowského tvorby.

## Obsah
Autorova poznámka (str. 7)

Prolog (str. 9)

Historka o tom, jak dokázal Bukowski vyvádět, když se opil.
1. Kruté dětství  (str. 15)

Bukowského rodiče a jeho odpor k nim, přestěhování do Los Angeles, nelehké dětství a dospívání.
2. Léta na barové stoličce (str. 27)

Záliba ve čtení, opozice ve škole ve snaze šokovat, první cesty po USA, první zaměstnání a nesmělé literární krůčky. Seznámení s Jane Cooney Bakerovou a společný opilecký život.
3. Smrt volá po další smrti (str. 47)

Manželství a rozvod s Barbarou Frye, úmrtí rodičů, Bukowského vztah k penězům, první vydané básnické sbírky, truchlení nad smrtí Jane Cooney Bakerové.
4. Rozhovory v laciných cimrách (str. 64)

Spory se sousedy v podnájmu, práce na poště, společný život s FrancEyE.
5. Rodinný život na DeLongpre Avenue (str. 77)

Stěhování do domku na DeLongpre Avenue, domácí neshody, narození Mariny Louise Bukowski, rozchod s FrancEyE.
6. Black Sparrow a šedesátá léta (str. 90)

Seznámení se a následná spolupráce s Johnem Martinem, operace hemoroidů, zážitky s hippies, setkání s Nealem Cassadym, psaní sloupku pro undergroundový časopis Johna Bryana Open City, vzpomínky Harolda Norseho.
7. Poštovní úřad (str. 115)

Odchod z pošty, román Poštovní úřad, první čtení poezie.
8. Láska, samá láska (str. 126)

Vztah s Lindou Kingovou.
9. Ženy (str. 137)

Vztah s Lizou Williamsovou, vzpomínky Mariny Louise Bukowski na otce, ostré spory s Lindou Kingovou, úsměvná historka ze záchytky, Bukowského podíl na smrti Williama Wantlinga.
10. Rostoucí sláva (str. 155)

Večírky, známosti, recitace poezie, druhý román Faktótum, povídky pro pornografické časopisy, rozchod s Lindou Kingovou, setkání s Bobem Lindem.
11. Nádherné holky s hárem rudým jak vražedně krvavý západ slunce (str. 173)

Vyznání lásky k Pamele Millerové a jejich vztah, setkání s Amber O´Nealovou.
12. Matička Evropa (str. 190)

Cesty do Evropy, kde byly Bukowského knihy velmi populární, čtení poezie v Markthalle v Hamburku, návštěva rodného města Andernach, trapas ve francouzském pořadu Apostrofy.
13. Chinaski na předměstí (str. 203)

Setkání s Johnem Fantem, historka z koupě nového BMW, přestěhování se do San Pedra, scénář k filmu Štamgast, vztah s Lindou Lee Beighle, čtvrtý román Šunkový nářez.
14. Hollywood (str. 221)

Dostihy, svatba s Lindou Lee, přátelství s filmovými celebritami.
15. Poslední dostih (str. 238)

Zdravotní problémy v pokročilém věku, výměna psacího stroje za počítač, pozdní tvorba, literární uznání.
16. Konec noci (str. 255)

Poslední román Škvár, čekání na smrt, pohřeb.
Poděkování (str. 269)

Prameny (str. 273)

Vybraná bibliografie (str. 308)

## Řekli o knize
- „Bláznivý život Charlese Bukowského skládá hlubokou poklonu jeho géniu a zřetelně a pravdivě vystihuje podstatu Bukowského jako spisovatele i jako člověka.“ – John Martin, Black Sparrow Press (vydavatel Ch. Bukowského) [2]

- „Kniha je natolik důkladně a chytře zpracovaná a nabitá tolika příhodami a velkými jmény, že je docela možné, že jde o životopis poslední“. – Graham Caveney, Arena [2]

- „Toto je první životopis Bukowského, jenž jde opravdu do hloubky a úspěšně odkrývá mlhavé image apokryfního opileckého antihrdiny...čte se jako dobrodružný příběh.“ – Nick Wyke, The Times (Londýn) [2]